# 澄海区革命烈士纪念碑
澄海区革命烈士纪念碑，位于中国广东省汕头市澄海区人民公园内，现为澄海区文物保护单位，类型为近现代重要史迹及代表性建筑，公布时间为1984年12月5日。
澄海区革命烈士纪念碑的历史年代为1958。